# 葡萄牙廣播電視公司非洲頻道
葡萄牙廣播電視公司非洲頻道（葡萄牙語：RTP África）是葡萄牙廣播電視公司一條於1998年開播的電視頻道，為葡萄牙與其前非洲殖民地提供一個文化交流平台。這條頻道主要向以葡萄牙語為官方語言的非洲國家播放各類由葡萄牙製作的葡萄牙語新聞、紀錄片、音樂、戲劇、電影和綜藝節目以及葡萄牙超級足球聯賽賽事，並會插播各國自行製作的各類本地節目。